# Прихисток (буддизм)
Притулок (санскр. त्रिशरणत्रिशरण, triśaraṇa IAST (тришарана); палі: tisarana) — формула клятвеної обітниці в буддизмі, що промовляється при посвяченні монахами і монахинями, а також мирянами, охочими долучитися до вчення Будди.
Прийняти Притулок – значить приєднатися до санґги, тобто громади буддистів.  Цей ритуал є аналогом проголошення сповідницької формули в теїстичних релігіях – проголошення формули, в якій в якості притулку визнається Триратна (санскр .: «триратна», пали: «тіратна» - «три скарби»): Будда, його вчення (дгарма) і громада (санґга).  Для прийняття Притулку для того, хто вирішив присвятити своє життя дослідженню буддійської дгарми, стати послідовником буддизму, може бути достатньо вимовити формулу прийняття Притулку в присутності трьох монахів або навіть мирян-буддистів, або, якщо поблизу немає тих, що сповідують буддизм, неофіт може прийняти Дгарму (вчення Будди) самостійно, наприклад – перед статуєю Будди або навіть без неї.  Прийняття Притулку – ініціативний (Присвятний) акт, значення якого дуже важливе в буддизмі. 

Процес прийняття Прихистку полягає в трикратному повторенні загальновідомої формули:
Я шукаю Притулок в Будді.
Я шукаю Притулок в Дгармі. 
Я шукаю Притулок в Санґзі. 
О Благодатний, прийми нас під свій захист відтепер і до кінця!
і є моментом прийому в санґгу – братство буддистів (Дгарму Будди). Формула ця зафіксована в Кхуддака-нікаї – одному з розділів буддійського канону, записаного близько 100 р. до н.е. на мові палі і, як вірять буддисти, він представляє слова самого Будди. У Ваджраяні (тантричний буддизм) до описаної формули додається ще один член: «Я приходжу до Гуру, як до притулку»  .
Ще однією особливістю Ваджраяни є доповнення традиційних Трьох Притулків поняттям «внутрішніх притулків», інакше іменованих «трьома країнами»: вчитель (гуру), божество споглядання (йідам) і захисники Навчання, що часто замінюють собою початкову формулу  .
Перед прийняттям Притулку людина повинна бути ознайомлена з основами буддизму.  Передбачається, що той, хто прийняв Прихисток буде дотримуватися п'яти простих обітниць мирського послідовника буддизму (упасакі): 
- Не вбивати.
- Не красти.
- Не допускати неправильного сексуальної поведінки (адюльтер і ін.)
- Не допускати проступків в мові (не обмовляти, не зневажати і т.  д.)
- Не вживати одурманюючих речовин.